# ازرا میکر
ازرا میکر (انگلیسی: Ezra Meeker; ۲۹ دسامبر ۱۸۳۰ – ۳ دسامبر ۱۹۲۸) پیشگام آمریکایی که مسیر اورگان را در جوانی به وسیله دلیجان طی‌نمود و از آیووا به شمال غربی پسیفیک مهاجرت کرد. او بعدتر چندین بار این مسیر را تکرار کرد تا یاد و خاطره آن را به ثبت برساند. میکر درسال ۱۸۹۰ اولین شهردار پویالاپ، واشینگتن شد.
میکر در سال ۱۹۲۸ در سن ۹۷ سالگی درگذشت. او در طول زندگی خود با رئیس‌جمهورهای متفاوتی از آمریکا از جمله تئودور روزولت و کالوین کولیج ملاقات کرد.